# Халид Азиз
Халид Азиз ел Такер (Медина, Саудијска Арабија, 14. јул 1981) је професионални фудбалер и репрезентативац Саудијске Арабије који наступа у фудбалском клубу Ал Хилал из Саудијске Арабије.
Маркос Пакета, селектор репрезентације Саудијске Арабије, уврстио је Халида ел Такера у тим за Светско првенство у фудбалу 2006. у Немачкој. Халид ел Такер игра на позицији одбрамбеног играча.